# Homo gautengensis
Homo gautengensis (лат.) — вид вымерших африканских гоминид, живший примерно 1,8 млн лет назад. Обладал крупными зубами для пережёвывания растительной пищи и относительно небольшим мозгом.
Открыватель нового вида — Даррен Курно (Dr. Darren Curnoe), палеоантрополог из Университета Нового Южного Уэльса. Работа выполнена совместно с известным палеоантропологом Филиппом Тобайосом.
Название вида происходит от слова «Gauteng» — «золотое место» на языке племени сесото. Так называется южноафриканская провинция, где сделана главная находка, послужившая для новоиспечённого вида голотипом — череп Stw 53, найденный в Стеркфонтейне в 1976 году. Среди других находок, по которым описан вид — фрагменты черепов (в том числе известный SK 847), челюсти, зубы и другие окаменелости.

Череп Stw 53 найден в 1976 г. А. Р. Хью (к нему же относится левый M3 Stw 94, обнаруженный в 1992 г. Р. Кларком).
Череп Stw 53 состоит из 9 основных фрагментов, лучше всего сохранились надбровье, задняя часть черепа и верхняя челюсть.
Разные авторы определяли находку и как A. africanus, и как H. habilis (Hughs et Tobias, 1977; Clarke, 1985, цит. по: Ahern, 1998); наконец, высказано предположение об особом видовом статусе данного гоминида (Grine et al., 1996).

Несмотря на отсутствие каменной индустрии в костеносной брекчии, какие-то гоминиды того времени применяли орудия, свидетельством чего служат следы зарубок на основании правого скулового отростка верхней челюсти Stw 53; разрез проходил через жевательную мышцу, что говорит о целенаправленном отделении нижней челюсти от черепа (Pickering et al., 2000).— Дробышевский С., Предшественники. Предки? Часть II. «Ранние Homo»
Многочисленные находки «ранних Homo» в южноафриканских пещерах сделаны давно, но относительно их видового и даже родового статуса продолжаются дискуссии.
Автор статьи приводит таблицу со списком из 64 подобных находок (примерно треть всех находок «ранних Homo» в Африке), а также обзор мнений авторов относительно их таксономической принадлежности. Разные авторы пытались отнести данные находки и к различным австралопитекам, и куда-нибудь пристроить внутри рода Homo. Ряд исследователей говорил о том, что, вероятно, на юге Африки в период от 1 до 2 млн лет назад существовал не один, а несколько видов «ранних людей».
Описанный в 2010 году Australopithecus sediba, который жил в одно и то же время с H. gautengensis, оказался гораздо более примитивным. Соответственно его шансы на звание предка человека значительно снизились. Вместо A. sediba Д. Курно выдвигает на роль прямого предка «ранних Homo» вид Australopithecus garhi, который был найден в Эфиопии и датируется возрастом около 2,5 млн лет назад.